# 森永スナック食品
森永スナック食品株式会社（もりながスナックしょくひん）は、かつて千葉県野田市に本社を置き、スナック菓子の製造を行っていた企業。森永製菓の100％子会社。

## 概要
1965年に森永製菓とゼネラル・ミルズの合弁により森永ゼネラルミルズ株式会社として設立。1969年に「スピン」、1970年に「森永チョコフレーク」、1978年に「ポテロング」の製造をそれぞれ開始。森永ゼネラルミルズは後に合弁を解消し、森永製菓の完全子会社となった。
親会社である森永製菓は2018年9月28日に、国内における生産拠点の再編を行うことを発表。再編計画の中には、森永スナック食品を2019年12月に閉鎖した上で「ポテロング」の製造を森永製菓小山工場へ移管する、「森永チョコフレーク」の製造・販売を終了することなどが盛り込まれた。
「森永チョコフレーク」は、森永スナック食品閉鎖直前の2019年9月に製造を終了。「ポテロング」と「スナックの素」（「スピン」の業務用）の製造も2019年12月に終了した。
森永スナック食品は2019年12月に工場を閉鎖。2020年1月1日付で森永製菓へ吸収合併された。
「ポテロング」の製造は、2020年1月から森永製菓小山工場へ移管されている。

## 製造していた製品
- 森永チョコフレーク
- スピン
  - スナックの素（「スピン」の業務用）
- ポテロング - 森永製菓小山工場へ移管